# Патграм
Патграм (бенг. পাটগ্রাম, англ. Patgram) — город на севере Бангладеш, административный центр одноимённого подокруга. Площадь города равна 2,39 км². По данным переписи 2001 года, в городе проживало 23 896 человек, из которых мужчины составляли 50,64 %, женщины — соответственно 49,36 %. Плотность населения равнялась 9998 чел. на 1 км². Уровень грамотности населения составлял 40,6 % (при среднем по Бангладеш показателе 43,1 %). 